# Herva Nelli
Herva Nelli   (Florència, 9 de gener de 1909 - Connecticut, 31 de maig de 1994) va ser una soprano italiana que es va naturalitzar estatunidenca.

## Biografia
En néixer va rebre el nom del socialista francès Gustave Hervé. Va començar a estudiar en un convent de Florència, però als dotze anys es va traslladar amb la seva família a Pittsburgh, on més tard es va matricular al conservatori d'aquella ciutat per estudiar cant.
El 1937 va debutar com a soprano, amb la Salmaggi Opera Company de Brooklyn, com Santuzza a Cavalleria rusticana de Pietro Mascagni. En les temporades següents va continuar cantant a la mateixa companyia interpretant papers del repertori clàssic com Leonora a La forza del destino de Giuseppe Verdi (amb Sydney Rayner a Don Álvaro) i Leonora de nou a Il trovatore, també de Verdi. També va cantar el paper principal a Norma de Bellini, Aïda de Verdi i La Gioconda de Ponchielli. El 1947, ja convertida en una dona famosa, va debutar a la New York City Opera com a Santuzza, sota la direcció de Julius Rudel.
També el 1947 va fer una audició amb el director d'orquestra Arturo Toscanini (per recomanació de Licia Albanese), i li van assignar el paper de Desdèmona en un Otello, interpretat en concert per l'Orquestra Simfònica de la NBC amb Ramón Vinay. Això la va portar a cantar en la sèrie de concerts radiofònics d'altres òperes de Verdi que posteriorment es van estrenar per la RCA: Aïda (1949, també emesa en vídeo), Alice Ford a Falstaff (amb Giuseppe Valdengo, 1950), la Missa de Rèquiem (amb Giuseppe Di Stefano, 1951) i Amelia a Un ballo in maschera (amb Jan Peerce, 1954), l'últim enregistrament de Toscanini. Quan Toscanini va morir tres anys més tard, li va deixar la seva batuta de direcció en el seu testament.
El 1948 va cantar a Gènova (La Gioconda, dirigida per Tullio Serafin) i a Milà al Teatre de la Scala. En aquest darrer teatre va cantar en el concert commemoratiu de Boito (peces de Mefistofele i Neró, dirigides per Toscanini) i vuit representacions dAïda (amb Elena Nicolai en el paper d'Amneris).
A partir de 1949 va cantar amb la New Orleans Opera Association: Aïda (amb el jove Norman Treigle com el faraó), Otello (1954), Aïda again (1955) i Il trovatore (amb Leonard Warren, dirigida per Armando Agnini, 1958). També va cantar amb freqüència a Filadèlfia (del 1950 al 1958) a Aïda, Il trovatore, Norma, Otello, La forza del destino, Tosca de Giacomo Puccini (dirigida per Eugene Ormandy) i La Gioconda.
El 1951 va tornar a cantar amb la New York City Opera a Cavalleria rusticana, Aïda i l'any següent a Maddalena di Coigny a Andrea Chénier d'Umberto Giordano. Amb l'Òpera de San Francisco, els anys 1951 i 1952, va cantar a Otello, La forza del destino (amb Robert Weede), Aïda (amb Mario del Monaco), Cavalleria rusticana, Il trovatore i La bohème (aquesta última de gira a Los Angeles). El 1957 va portar Un ballo in maschera de gira. Amb la Baltimore Civic Opera, el 1952, va debutar a Aïda i el 1954-55 va cantar a Il trovatore.
El 1953 va debutar a la Metropolitan Opera House i hi va romandre fins al 1961. Hi va cantar Aïda (dirigida per Renato Cellini), La forza del destino, Il trovatore, Cavalleria rusticana, Andrea Chénier, Un ballo in maschera (amb Marian Anderson, dirigida per Dimitri Mitropoulos) i Don Giovanni de Mozart (com a Donna Anna, la seva única actuació de Mozart). Amb el Met va fer gires a Boston, Filadèlfia, Cleveland, Atlanta, Dallas, Toronto i Minneapolis.

També va cantar diverses vegades a la Cincinnati Opera entre 1953 i 1956: Aïda, La traviata (com a Violetta Valéry, amb John Alexander, dirigida per Anton Coppola), Andrea Chénier, Un ballo in maschera i Madame Butterfly de Puccini (com a Cio-Cio-San, dirigida per Nicola Rescigno). També va actuar a l'Òpera de Pittsburgh (Un ballo in maschera, 1955), l'Òpera Cosmopolita de San Francisco (Il trovatore, 1956), l'Hollywood Bowl (estrena als Estats Units de David de Darius Milhaud, 1956), el Lyric Theatre de Chicago (Il trovatore, amb Jussi Björling i Ettore Bastianini, 1956), l'Òpera Guild de Miami (1959) (Un ballo in maschera, amb Richard Tucker, 1959). Després del seu retorn a la City Opera el 1951, Howard Taubman va escriure sobre ella al The New York Times: 
| « | "La veu de la Sra. Nelli és de gran potència i volum i, quan està sota el seu control, de gran qualitat. Els seus pianissimos són realment excepcionals, però té tendència a forçar la seva veu fins que perd la seva bellesa natural". | » |

Entre les orquestres amb les quals va cantar el Rèquiem de Verdi hi havia la Filharmònica de Nova York (dirigida per Guido Cantelli, 1955) i l'Orquestra Filharmònica-Simfònica de Nova Orleans (1955). També va cantar de gira per Colòmbia, Puerto Rico, Cuba, Mèxic i Madeira.
Es va acomiadar dels escenaris el 1962, amb la Brooklyn Opera Company, a l'Acadèmia de Música de Norma. El 1985, va aparèixer en una entrevista al documental Toscanini: The Maestro, que es va emetre per la PBS el 1988.
El 31 de maig de 1994 va morir de leucèmia als 85 anys a Sharon Country Manor, Connecticut.

## Repertori
| Rol                     | Títol                | Autor      |
| ----------------------- | -------------------- | ---------- |
| Norma                   | Norma                | Bellini    |
| Asteria                 | Nerone               | Boito      |
| Maddalena di Coigny     | Andrea Chénier       | Giordano   |
| Santuzza                | Cavalleria rusticana | Mascagni   |
| Donna Anna              | Don Giovanni         | Mozart     |
| Gioconda                | La Gioconda          | Ponchielli |
| Mimì                    | La bohème            | Puccini    |
| Floria Tosca            | Tosca                | Puccini    |
| Cio-Cio-San             | Madame Butterfly     | Puccini    |
| Leonora                 | Il trovatore         | Verdi      |
| Amelia                  | Un ballo in maschera | Verdi      |
| Donna Leonora di Vargas | La forza del destino | Verdi      |
| Aida                    | Aïda                 | Verdi      |
| Desdemona               | Otello               | Verdi      |
| Mrs. Alice Ford         | Falstaff             | Verdi      |